# Once in the Life
Pour plus de détails, voir Fiche technique et Distribution.
Once in the Life est un film américain réalisé par Laurence Fishburne, sorti en 2000.

## Synopsis
Lorsqu'on a été dans le trafic de drogue et le crime organisé, peut-on s'en sortir ? Lors d'un bref séjour en prison, deux demi-frères, qui s'étaient perdus de vue, commencent à reconnecter. L'un d'eux est 20/20 Mike, un surnom parce qu'il peut sentir les gens à proximité, il concocte un plan dans lequel lui et son demi-frère Billy projettent de voler la drogue à des jeunes coursiers. Le braquage tourne mal lorsque son frère Billy, un junkie, tire sur les coursiers. Les frères se cachent dans un bâtiment abandonné et 20/20 Mike demande l'aide d'un ancien compagnon de cellule, Tony, qui, selon lui, s'est retiré et n'a plus rien à voir avec le crime organisé. Il s'avère qu'ils ont volé la drogue de Tony et le patron de Tony veut la mort des deux voleurs. "Y a-t-il un moyen de s'en sortir ?"

## Fiche technique
- Titre : Once in the Life
- Réalisation : Laurence Fishburne
- Scénario : Laurence Fishburne d'après sa pièce Riff Raff
- Photographie : Richard Turner
- Montage : Bill Pankow
- Musique : Branford Marsalis
- Pays d'origine : États-Unis
- Format : Couleurs - 1,85:1 - Dolby Digital
- Genre : policier
- Durée : 107 minutes
- Date de sortie : 2000

## Distribution
- Laurence Fishburne : 20 / 20 Mike
- Titus Welliver : Torch
- Eamonn Walker : Tony
- Annabella Sciorra : Maxine
- Gregory Hines : Ruffhouse
- Michael Paul Chan : Buddha
- Dominic Chianese Jr. : Freddie Nine Lives
- Tiger Hu Chen : Chino
- Paul Calderon : Manny Rivera
- Andres Titus : Hector
- Nick Chinlund : Mike Murphy
- Wanda De Jesus : Jackie
- Madison Riley : Precious